# Tamera Mowry
Tamera Mowry, tên đầy đủ là Tamera Darvette Mowry (sinh ngày 6 tháng 7 năm 1978) là một nữ diễn viên Mỹ. Cô bắt đầu nổi tiếng cùng với cô em gái sinh đôi Tia Mowry trong bộ phim truyền hình sitcom Sister, Sister.

## Tiểu sử

### Thời niên thiếu
Tamera Mowry sinh ra tại Gelnhausen, Tây Đức vào ngày 6 tháng 7 năm 1978. Mẹ của cô là Darlene Flowers, một nhân viên bảo vệ, còn cha cô là Timothy Mowry, một sĩ quan cảnh sát nay làm việc tại California. Mẹ cô là người Mỹ gốc Phi còn cha cô là người Mỹ gốc Ý. Hai người gặp nhau tại trung học rồi sau đó cùng gia nhập quân đội. Tamera có một người em gái sinh đôi là Tia Mowry, ra đời sau cô 2 phút. Ngoài ra cô còn có hai người em trai nữa là Tavior Mowry và Tahj Mowry. Gia đình cô rất gắn bó với nhau
Tamera và Tia cùng tham gia nhóm hát The Voices hồi đầu thập niên 1990.

### Sự nghiệp
Tamera Mowry cùng cô em gái Tia trở nên nổi tiếng kể từ chương trình truyền hình sitcom Sister, Sister vào thập niên 1990. Sau khi chương trình này kết thúc, cả hai cùng theo học khoa tâm lý học tại Đại học Pepperdine. Năm 2005, cả hai chị em lại xuất hiện trong bộ phim đặc sắc rất được yêu thích của hãng Disney: Twitches. Họ dã đóng tiếp phần hai Twitches Too vào năm 2007.